# GamesTM
GamesTM est un magazine anglais spécialisé dans les jeux vidéo sur tous supports, incluant sur PC, consoles et bornes d’arcade. Le magazine est publié de manière mensuelle depuis décembre 2002. Il appartient initialement à l’éditeur Highbury Entertainment mais est racheté le 20 janvier 2006 par Imagine Publishing en même temps que 23 autres magazines,. La diffusion du magazine est arrêtée le 1er novembre 2018 (no 206).